# Spryskiwacze

Spryskiwacz reflektora

Spryskiwacze – element wyposażenia samochodu lub innego pojazdu wyposażonego w przednią szybę (np. autobus, tramwaj, lokomotywa, samolot). Ich zadanie to rozpryskiwanie płynu do spryskiwaczy w celu ułatwienia wycieraczkom usunięcia brudu, a czasem także lodu z szyby. Spryskiwacze mogą także być zamontowane przy reflektorach pojazdu, zwłaszcza przy samochodowych lampach ksenonowych.
Na rynku USA spryskiwacze w samochodach zaczął oferować Studebaker w 1937 roku.